# Исенозен
Исенозен (фр. Issenhausen [isənawzən]) — коммуна на северо-востоке Франции в регионе Гранд-Эст (бывший Эльзас — Шампань — Арденны — Лотарингия), департамент Нижний Рейн, округ Саверн, кантон Буксвиллер. До марта 2015 года коммуна административно входила в состав упразднённого кантона Ошфельден (округ Страсбур-Кампань).
Площадь коммуны — 2,1 км², население — 94 человека (2006) с тенденцией к росту: 106 человек (2013), плотность населения — 50,5 чел/км².

## Население
Население коммуны в 2011 году составляло 111 человек, в 2012 году — 109 человек, а в 2013-м — 106 человек.
| 1962 | 1968 | 1975 | 1982 | 1990 | 1999 | 2006 | 2008 | 2011 | 2012 | 2013 |
| ---- | ---- | ---- | ---- | ---- | ---- | ---- | ---- | ---- | ---- | ---- |
| 88   | 80   | 80   | 85   | 74   | 89   | 94   | 107  | 111  | 109  | 106  |

Динамика населения:

## Экономика
В 2010 году из 75 человек трудоспособного возраста (от 15 до 64 лет) 61 были экономически активными, 14 — неактивными (показатель активности 81,3 %, в 1999 году — 71,7 %). Из 61 активных трудоспособных жителей работали 60 человек (31 мужчина и 29 женщин), одна женщина числилась безработной. Среди 14 трудоспособных неактивных граждан 5 были учениками либо студентами, 4 — пенсионерами, а ещё 5 — были неактивны в силу других причин.

## Достопримечательности (фотогалерея)

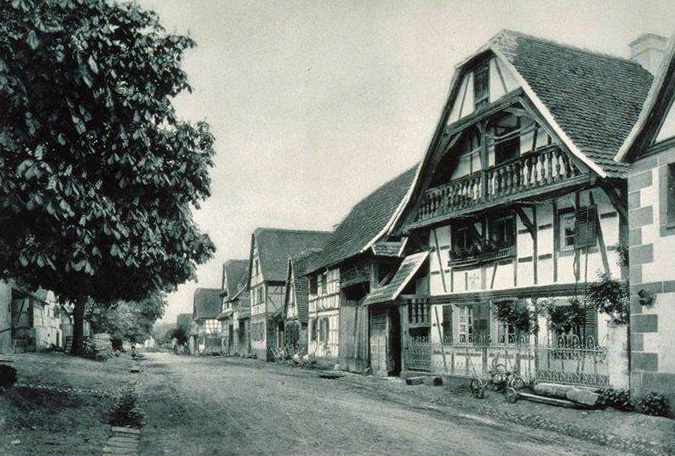
Фахверковый дом (фото 1906 года)
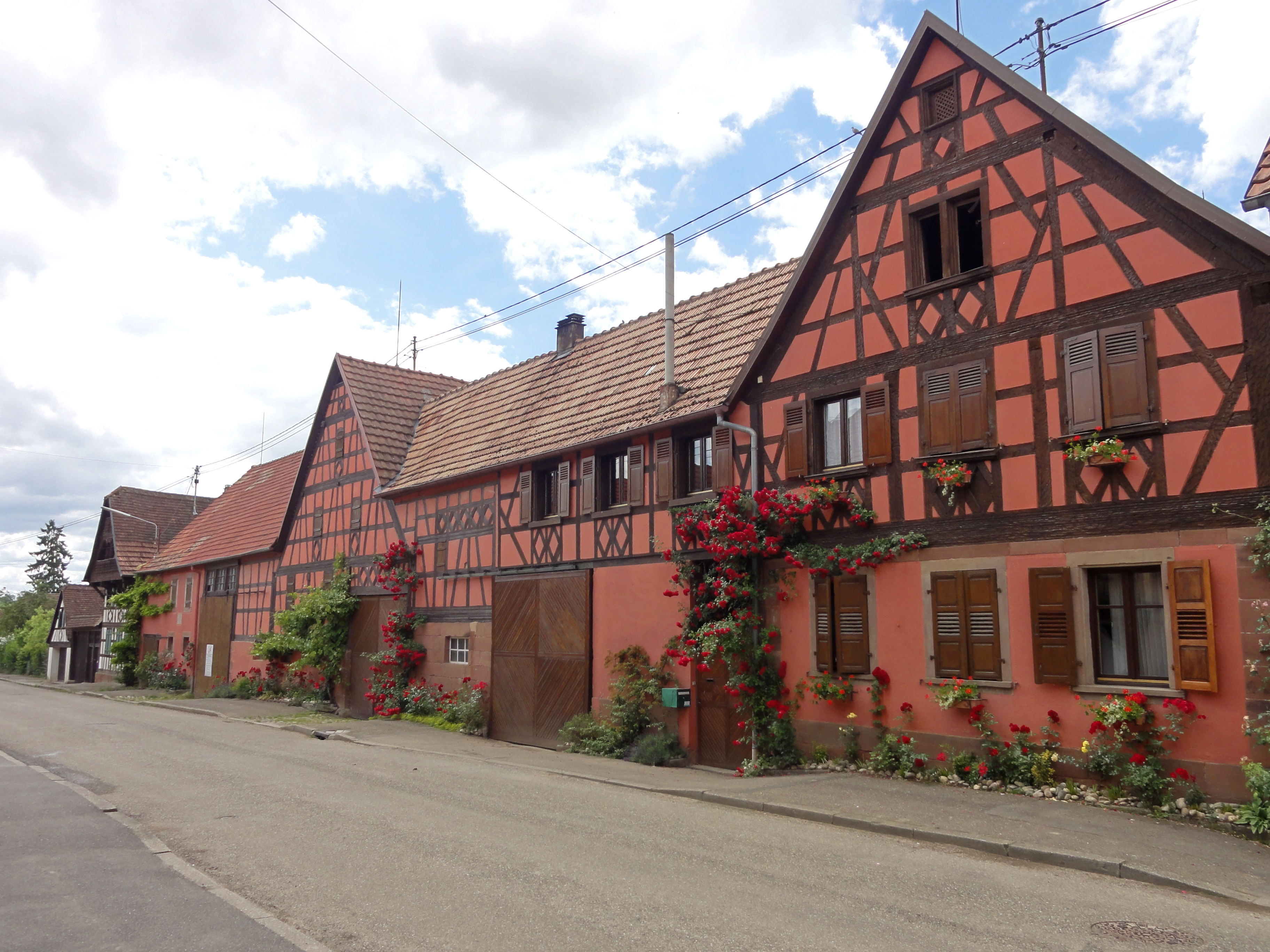
Центральная улица
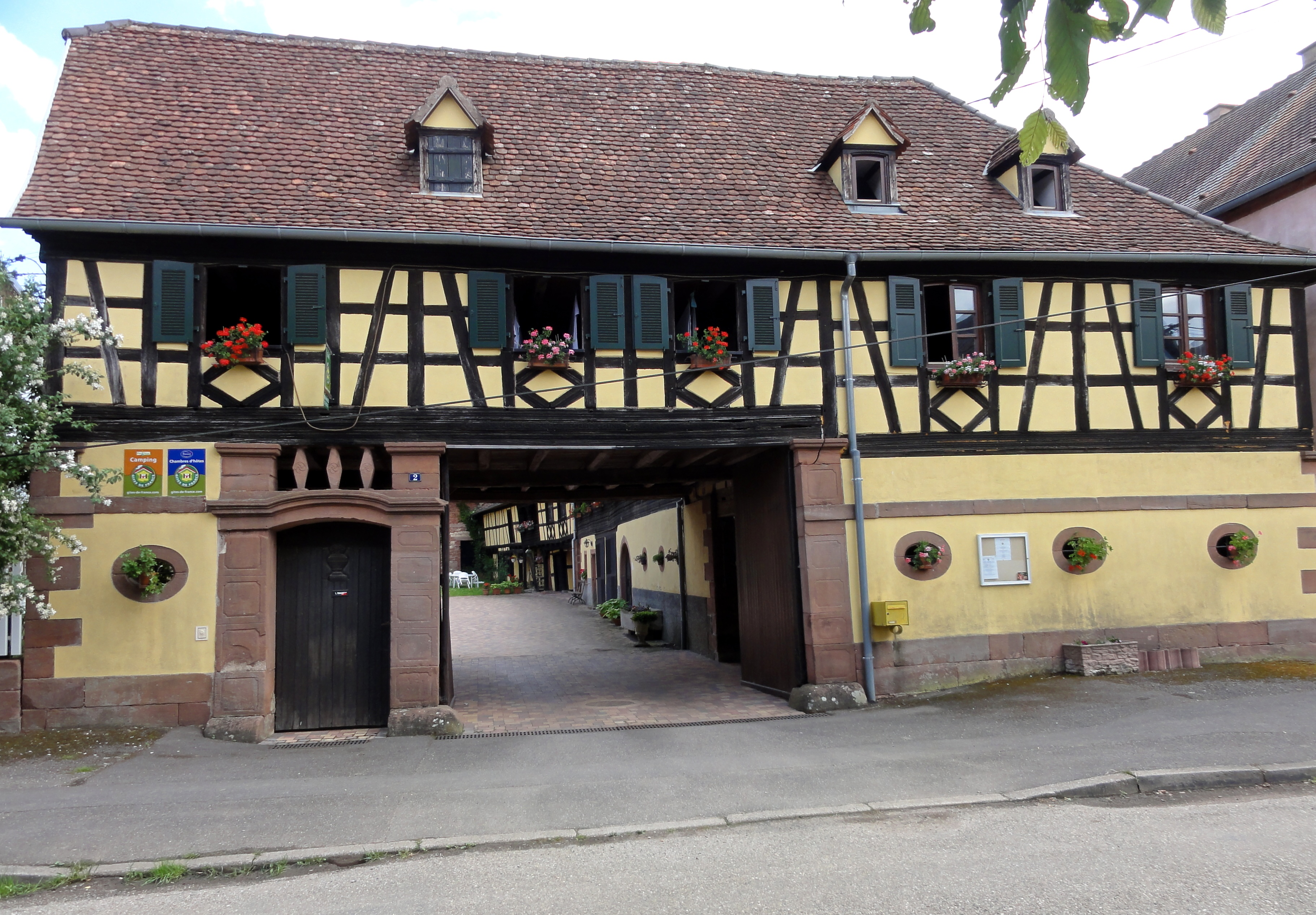
Здание в центре
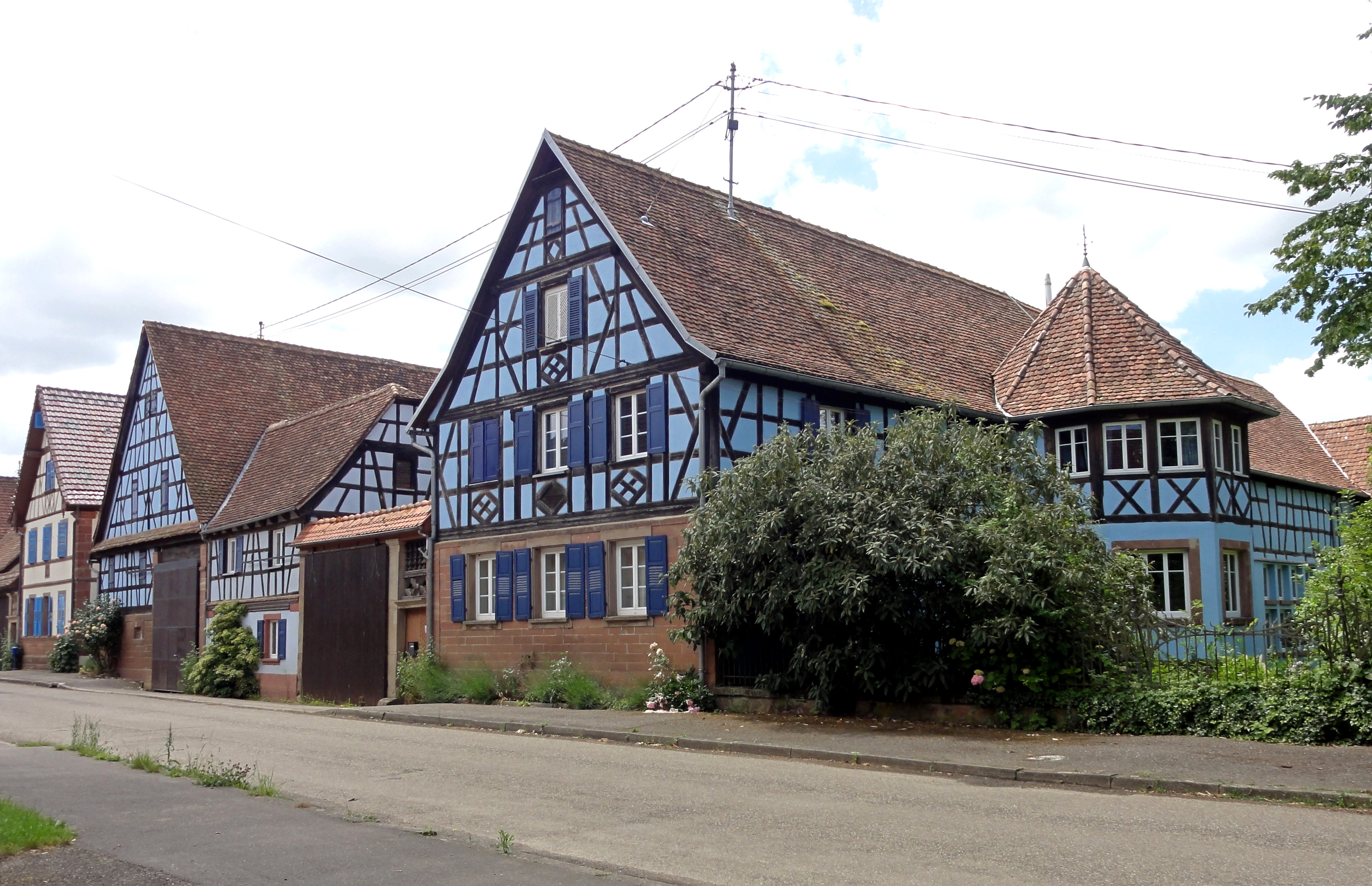
Фахверковый дом на главной улице
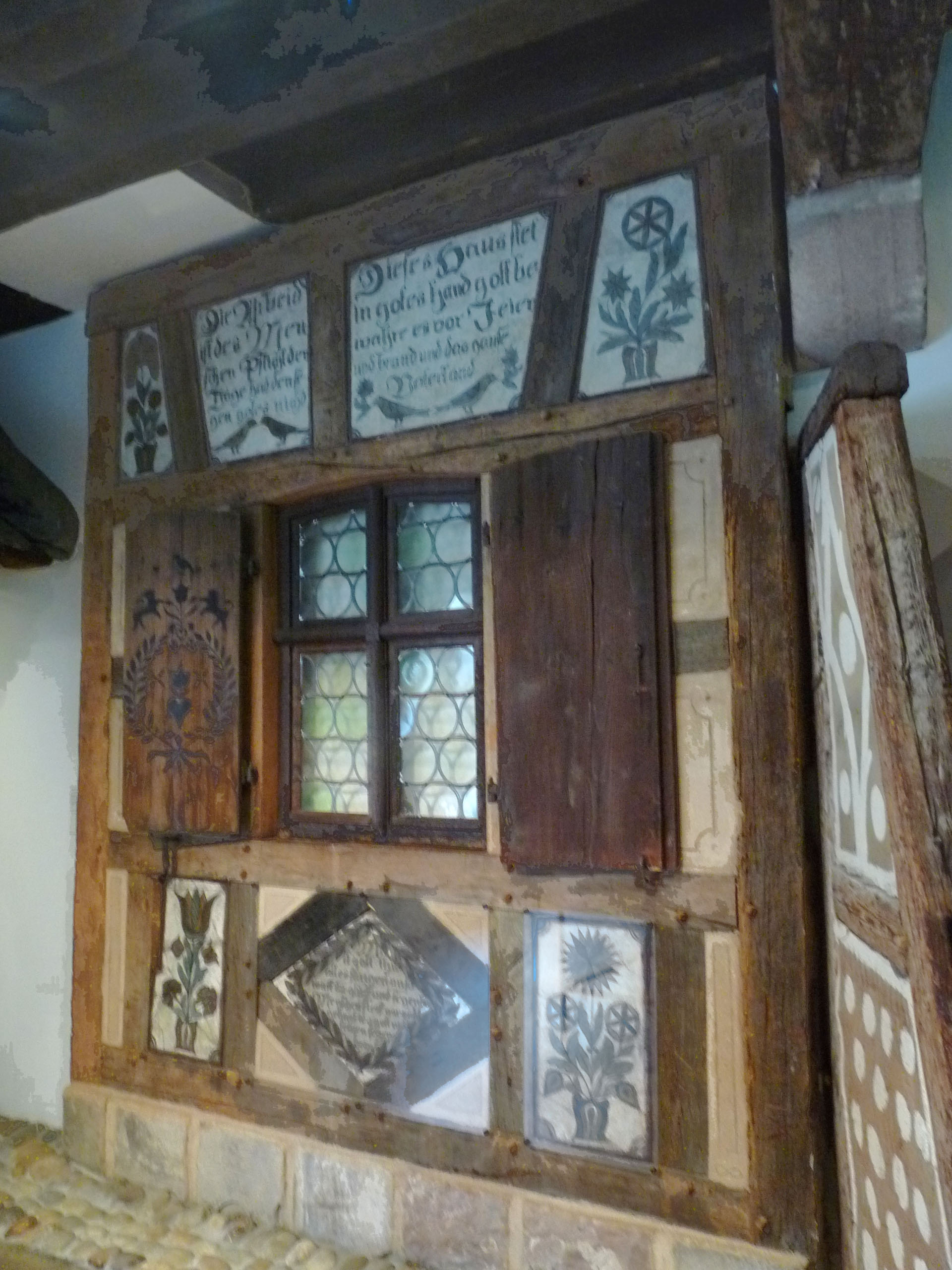
Восстановленная стена (эльзасский музей Страсбура)